# Rodope (provincia romana)

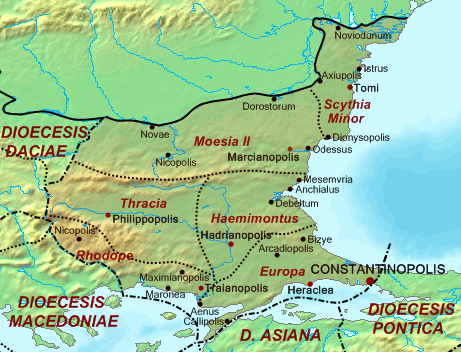
La diocesi civile di Tracia e le sue suddivisioni territoriali di livello provinciale.

Rodope (in greco: Ῥοδόπη, Ἐπαρχία Ῥοδόπης) era una provincia del tardo Impero romano, situata nella parte settentrionale del mar Egeo. Parte della diocesi di Tracia e governata da un praeses, si estendeva lungo i monti Rodopi, coprendo parte dell'odierna regione greca della Macedonia Orientale e Tracia e della parte sud occidentale della Bulgaria.
La provincia era guidata da un governatore appartenente al rango dei praeses e la capitale era la città di Traianopoli. Secondo il Synecdemus di Ierocle essa conteneva altre sei città: Maroneia, Massimianopoli (conosciuta in seguito anche come Mosinopoli), Nicopoli, Kereopyrgos (località sconosciuta) e Topeiros (attuale Toxotai in Grecia).

## Fonti
- Aleksandr Petrovič Každan, Oxford Dictionary of Byzantium, Oxford University Press, p. 1793